# South Windsor
South Windsor es un pueblo ubicado en el condado de Hartford en el estado estadounidense de Connecticut. En el año 2005 tenía una población de 25.985 habitantes y una densidad poblacional de 358 personas por km².

## Geografía
South Windsor se encuentra ubicada en las coordenadas 41°49′56″N 72°34′11″O / 41.83222, -72.56972.

## Demografía
Según la Oficina del Censo en 2000 los ingresos medios por hogar en la localidad eran de $73,990, y los ingresos medios por familia eran $82,807. Los hombres tenían unos ingresos medios de $55,703 frente a los $38,665 para las mujeres. La renta per cápita para la localidad era de $30,966. Alrededor del 1.8% de la población estaban por debajo del umbral de pobreza.